# 92 Undina
92 Undina (mednarodno ime je tudi 92 Undina, latinsko Undīna) je velik asteroid tipa M v glavnem asteroidnem pasu. Je član asteroidne družine Veritas, ki je nastala pred okoli 8 milijoni let.

## Odkritje
Asteroid je odkril Christian Heinrich Friedrich Peters (1813 – 1890) 7. julija 1867.. Asteroid je poimenovan po Undini iz novele, ki jo je napisal Friedrich de la Motte Fouqué (1777 – 1843).

## Lastnosti
Asteroid Undina obkroži Sonce v 5,70 letih. Njegova tirnica ima izsrednost 0,101, nagnjena pa je za 9,922° proti ekliptiki. Njegov premer je 126,4 km, okrog svoje osi pa se zavrti v 15,94 urah